# 佩雷
佩雷（法語：Péret，法語發音：[peʁɛ]）是法国埃罗省的一个市镇，属于贝济耶区。

## 地理
佩雷（43°34'30"N, 3°23'50"E）面积10.97 平方千米，位于法国奧克西塔尼大區埃罗省，该省份为法国南部沿海省份，南濒地中海，西南接奥德省，西北接塔恩省和阿韦龙省，东北与加尔省接壤。
与佩雷接壤的市镇（或旧市镇、城区）包括：阿斯皮朗、卡布里耶尔、丰泰斯、略朗卡布里耶尔。

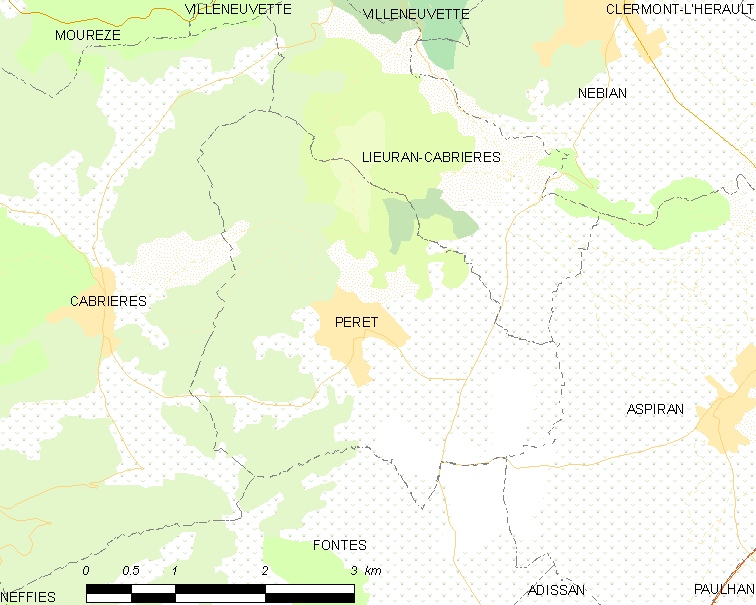
佩雷的OSM定位图

佩雷的时区为UTC+01:00、UTC+02:00（夏令时）。

## 行政
佩雷的邮政编码为34800，INSEE市镇编码为34197。

## 政治
佩雷所属的省级选区为梅兹县。

## 人口

1962-2008年间佩雷人口变化图示

佩雷于2022年1月1日时的人口数量为1131人。